# Joe Callahan
Pour les articles homonymes, voir Callahan.
Joe Callahan (né le 20 décembre 1982 à Brockton, dans l'État du Massachusetts aux États-Unis) est un joueur professionnel américain de hockey sur glace.

## Carrière en club
En 2001, il commence sa carrière avec l'Université Yale dans l'Eastern College Athletic Conference. Il est choisi au cours du repêchage d'entrée 2002 dans la Ligue nationale de hockey par les Coyotes de Phoenix en 3e ronde, en 70e position. Il passe professionnel avec les Falcons de Springfield dans la Ligue américaine de hockey en 2003.

## Statistiques
| Saison     | Équipe                     | Ligue      |    | Saison régulière | Saison régulière | Saison régulière | Saison régulière | Saison régulière |   | Séries éliminatoires | Séries éliminatoires | Séries éliminatoires | Séries éliminatoires | Séries éliminatoires |
| Saison     | Équipe                     | Ligue      | PJ | B                | A                | Pts              | Pun              | PJ               | B | A                    | Pts                  | Pun                  |                      |                      |
| 2001-2002  | Bulldogs de Yale           | NCAA       | 31 | 3                | 8                | 11               | 20               | -                | - | -                    | -                    | -                    |                      |                      |
| 2002-2003  | Bulldogs de Yale           | NCAA       | 32 | 2                | 11               | 13               | 38               | -                | - | -                    | -                    | -                    |                      |                      |
| 2003-2004  | Bulldogs de Yale           | NCAA       | 31 | 6                | 14               | 20               | 38               | -                | - | -                    | -                    | -                    |                      |                      |
| 2003-2004  | Falcons de Springfield     | LAH        | 13 | 0                | 4                | 4                | 12               | -                | - | -                    | -                    | -                    |                      |                      |
| 2004-2005  | Grizzlies de l'Utah        | LAH        | 75 | 4                | 7                | 11               | 66               | -                | - | -                    | -                    | -                    |                      |                      |
| 2005-2006  | Rampage de San Antonio     | LAH        | 80 | 1                | 5                | 6                | 88               | -                | - | -                    | -                    | -                    |                      |                      |
| 2006-2007  | Rampage de San Antonio     | LAH        | 78 | 1                | 13               | 14               | 65               | -                | - | -                    | -                    | -                    |                      |                      |
| 2007-2008  | Pirates de Portland        | LAH        | 65 | 1                | 23               | 24               | 59               | 18               | 1 | 11                   | 12                   | 25                   |                      |                      |
| 2008-2009  | Sound Tigers de Bridgeport | LAH        | 56 | 4                | 9                | 13               | 38               | 5                | 1 | 2                    | 3                    | 4                    |                      |                      |
| 2008-2009  | Islanders de New York      | LNH        | 18 | 0                | 2                | 2                | 4                | -                | - | -                    | -                    | -                    |                      |                      |
| 2009-2010  | Sharks de Worcester        | LAH        | 35 | 4                | 11               | 15               | 19               | 2                | 0 | 0                    | 0                    | 2                    |                      |                      |
| 2009-2010  | Sharks de San José         | LNH        | 1  | 0                | 1                | 1                | 0                | -                | - | -                    | -                    | -                    |                      |                      |
| 2010-2011  | Americans de Rochester     | LAH        | 48 | 4                | 9                | 13               | 12               | -                | - | -                    | -                    | -                    |                      |                      |
| 2010-2011  | Panthers de la Floride     | LNH        | 27 | 0                | 1                | 1                | 12               | -                | - | -                    | -                    | -                    |                      |                      |
| 2011-2012  | Bulldogs de Hamilton       | LAH        | 60 | 3                | 17               | 20               | 50               | -                | - | -                    | -                    | -                    |                      |                      |
| 2012-2013  | Heat d'Abbotsford          | LAH        | 64 | 0                | 10               | 10               | 44               | -                | - | -                    | -                    | -                    |                      |                      |
| Totaux LNH | Totaux LNH                 | Totaux LNH | 46 | 0                | 4                | 4                | 16               | -                | - | -                    | -                    | -                    |                      |                      |